# فرودگاه شهری اش‌لند
فرودگاه شهری اش‌لند (به انگلیسی: Ashland Municipal Airport) (به زبان بومی: Sumner Parker Field) یک فرودگاه همگانی با کد یاتا AHM است که یک باند فرود آسفالت دارد و طول باند آن ۱۰۹۸ متر است. این فرودگاه در شهر اشلند، اورگن کشور ایالات متحده آمریکا قرار دارد و در ارتفاع ۵۷۴٫۵ متری از سطح دریا واقع شده‌است.